# Rota d'Imagna
Rota d'Imagna es una localidad y comune italiana de la provincia de Bérgamo, región de Lombardía, con 871 habitantes.

## Evolución demográfica
| Gráfica de evolución demográfica de Rota d'Imagna entre 1861 y 2001 |
|                                                                     |
| Fuente ISTAT - elaboración gráfica de Wikipedia                     |